# Leonid Brejnev
Leonid Ilici Brejnev (rusă: Леонид Ильич Брежнев, n. 19 decembrie 1906 - d. 10 noiembrie 1982) a fost conducătorul efectiv al Uniunii Sovietice din 1964 până în 1982, în calitate de Secretar General al Partidului Comunist al Uniunii Sovietice  și în perioadele 1960 - 1964 și  1977 - 1982, președinte al Prezidiului Sovietului Suprem (șef al statului). Ca șef al statului,  a promovat o politică rigidă, ceea ce a dus la o politică de stagnare a vieții economice și sociale. A fost urmat la președinție de Iuri Andropov.

## Începutul carierei
Leonid Brejnev s-a născut la Kamenskoe (azi Dniprodzerjinsk), în Ucraina, tatăl său fiind fierar. El însuși se orientează spre acest domeniu, dar optând pentru activismul politic pentru a scăpa de anevoioasa muncă de bază. În 1923 devine membru Komsomol și în 1931 membru al Partidului Comunist al Uniunii Sovietice. În 1935-36 devine tanchist și, foarte repede, își dă seama că singurul mod de a-și asigura cariera este colaborarea cu "Organele de securitate" ale Partidului, care îl numește Comisar politic militar. După mărturia lui Viktor Kravcenko, în timpul marilor epurări din 1937-39 își "toarnă" eficient colegii, camarazii și câțiva superiori mai neîndemânatici, astfel că profitând de "golurile" create, este numit director al Institutului metalurgic din Dnieprodzerjinsk. În 1939 este repartizat la Dnipropetrovsk ca Prim-secretar al Comitetului regional de partid, însărcinat cu industria de armament.

## În timpul războiului
În decursul celui de-al doilea război mondial Leonid Brejnev este însărcinat cu evacuarea industriilor din Dniepropetrovsk spre Ural, orașul căzând în mâinile nemților la data de 23 august 1941. Comisar politic de brigadă, Brejnev este numit delegat al administrației politice pentru întreg frontul sud în octombrie 1941.
În 1942, este repartizat în Caucaz iar în aprilie 1943 devine șeful departamentului politic al Armatei 18 comandată atunci de Nikita Hrușciov. La sfârșitul războiului, Brejnev este comisarul politic al celui de-al 4-lea front ucrainean, care ocupă Praga după capitularea și retragerea naziștilor.
În 1946, fără să se fi apropiat niciodată de front, iese la pensie din armată cu gradul de general maior. Își recapătă postul de prim-secretar la Dnipropetrovsk.

## Brejnev în Basarabia
În 1950 Leonid Brejnev este delegat al Sovietului Suprem și repartizat Prim-secretar al Moldovei sovietice, recent constituită în fosta Basarabie românească. Față de predecesorul său Nikolai Koval, care participase la deportarea mai multor mii de basarabeni spre Kazahstan și la "Noul Holodomor" (înfometarea sistematică a țăranilor refractari colectivizării, categorisiți "kulaci"/chiaburi, prin rechiziția tuturor resurselor), Leonid Brejnev aplică o politică mai puțin cruntă: el se ocupă îndeosebi de repartizarea sistematică a noilor promovați băștinași departe de țară, de înlocuirea lor cu oameni veniți din alte republici unionale (mai ales Rusia, Ucraina și Bielorusia) și de rusificarea tot sistematică a învățământului, administrației și culturii. Această politică va fi continuată de succesorul său Dmitri Gladky.

## Brejnev și Hrușciov
După moartea lui Stalin în 1953, Nikita Hrușciov îl numește pe Brejnev șef al directoratului politic pentru armată și marină, cu gradul de general locotenent, apoi, în 1955, Prim-secretar al Comitetului central al Partidului în Kazahstan.
În februarie 1956 Brejnev este promovat la Moscova secretar general la ministerul apărării, însărcinat cu industria de armament și cosmonautică. În iunie 1957 îl susține pe Hrușciov în lupta sa pentru putere împotriva troicăi compuse din Viaceslav Molotov, Gheorghi Malenkov și Lazar Kaganovici.
În 1959, Brejnev este numit secretar al Comitetului central al P.C.U.S. apoi pe 5 mai 1960 președinte al Prezidiului Sovietului Suprem, adică șef al statului.
Până în 1963 (criza sovieto-americană din Cuba), Hrușciov deține realitatea puterii ca secretar general al Comitetului central al P.C.U.S., dar ulterior, nomenclatura începe să-și piardă încrederea iar Anastas Mikoian începe să vadă în Brejnev un succesor posibil pentru Hrușciov. La 14 octombrie 1964 Hrușciov este destituit iar Brejnev devine Prim-secretar al P.C.U.S., Alexei Kossîghin fiind numit Prim-ministru, iar Mikoian președinte al Prezidiului Sovietului Suprem (în 1965 Mikoian ieșind la pensie, este înlocuit prin Nikolai Podgornîi.)

## Șef al Partidului
Odată la putere, Brejnev începe să dărâme linia politică inițiată de Hrușciov: în mai 1965 declară că acțiunile lui Stalin au un bilanț global pozitiv. În aprilie 1966 capătă titlul de Secretar general al PCUS, care nu fusese folosit după moartea lui Stalin. Pune capăt relativei liberalizări culturale și, prin procesele răsunătoare intentate scriitorilor Iuri Daniel, Aleksandr Soljenițîn și Andrei Siniavski, reia linia politică stalinistă pe planul intern.
Pe planul extern în schimb, se apropie de Statele Unite (în 1972, are convorbiri directe cu președintele Richard Nixon) în timp ce relațiile cu Mao Țedun se degradează.

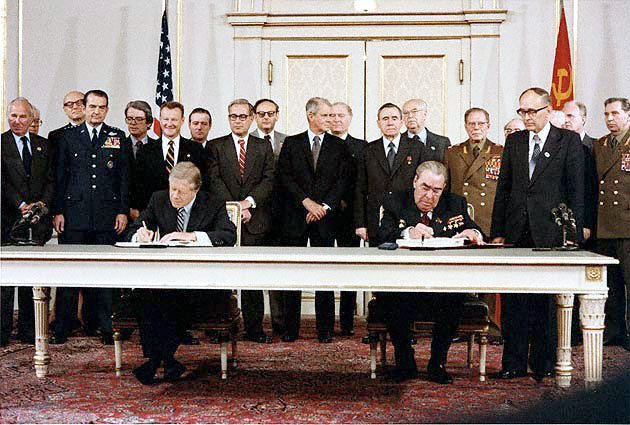
Brejnev la negocierea armamentelor strategice SALT II la Viena, 18 iunie 1979

Astfel URSS intră în perioada de politică externă poreclită de ziariștii apuseni "destinderea", consacrată oficial prin semnarea tratatului OSCE (zis "de la Helsinki) în 1975 al cărui principal efect este că statele occidentale, inclusiv Germania federală, recunosc frontierele stabilite în 1945 (cu doar două excepții: cea a recunoașterii de către Statele-Unite a apartenenței țărilor baltice la URSS, și cea a recunoașterii de către Japonia a apartenenței a 4 din Ins. Kurile la URSS; întâlnirea între  Gerald Ford și Brejnev la Vladivostok în noiembrie 1974 nu reușește să rezolve aceste puncte).
"Destinderea" se manifestă mai ales prin o creștere spectaculară a schimburilor economice, vizibilă, de exemplu, prin fabricarea în URSS a mașinilor Fiat 124 sub numele de Lada sau a introducerii băuturii Pepsi-Cola în țările comuniste.
Pe planul politic, "destinderea" permite blocului comunist o serie de victorii și de intervenții militare, la care occidentalii nu mai reacționează: în Asia întreg Vietnamul cade în 1975 în mâinile comuniștilor, iar în Africa o serie de țări, ca Mozambicul sau Angola, condusă de comunistul Jose Eduardo dos Santos, devin practic niște "colonii" sovietice, unde companii petroliere ca Exxon în Angola, plătesc sovieticilor și cubanezilor taxe pentru "securizarea sondelor"... 
Mulțumită acestor bănoase afaceri, Brejnev, de altfel mare amator de bunuri de consum occidentale și colecționar de mașini de lux, este numit în 1976 mareșal și în 1977 președinte. La 18 iunie 1979 la Viena, semnează, împreună cu Jimmy Carter, acordurile SALT II de limitare a armamentelor strategice.

## Criza regimului

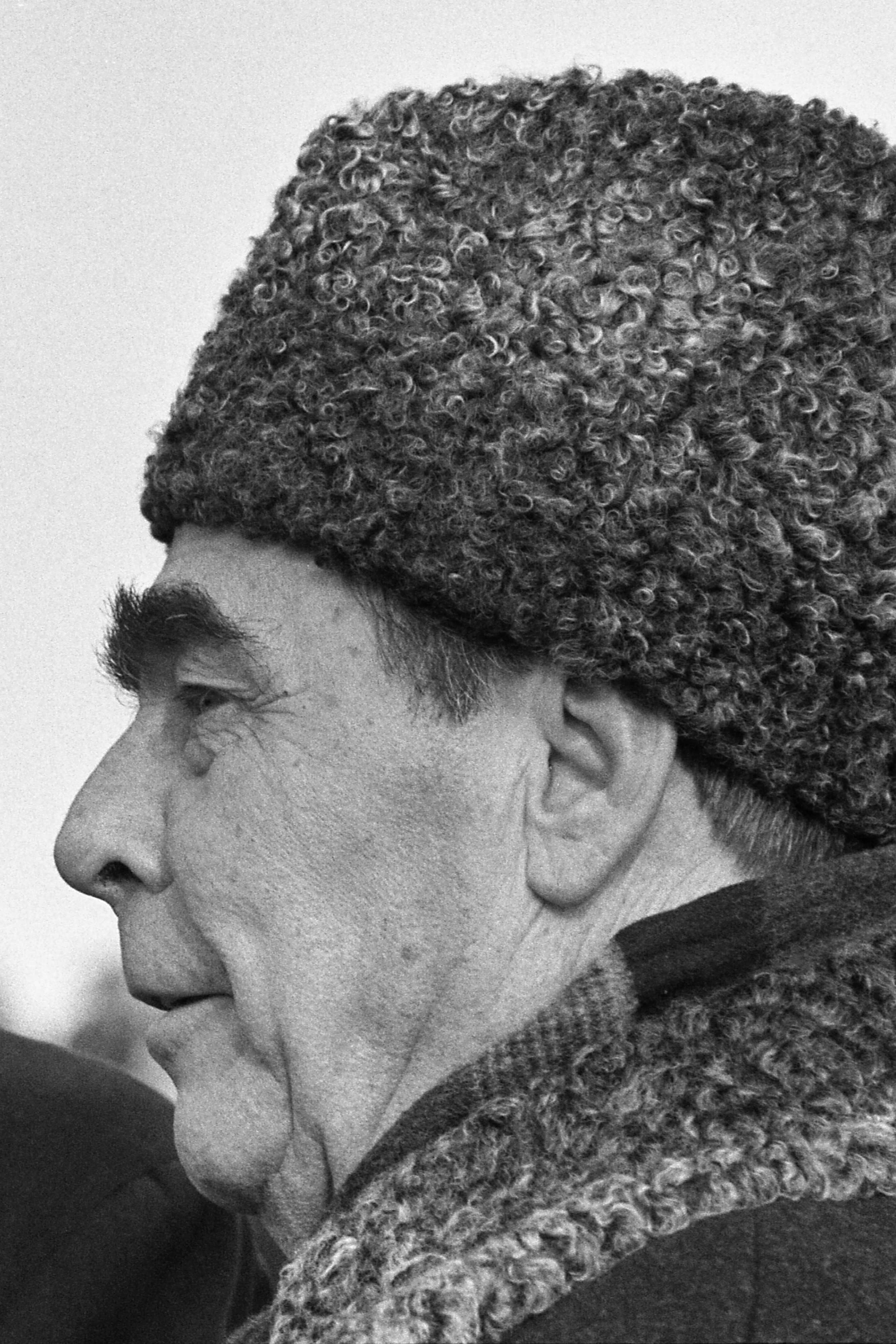
Leonid Brejnev, 1974

În timp ce nomenclatura se desfată mulțumită acestor succese de suprafață, economia și puterea militară sovietică se degradează (forța de muncă dedându-se masiv la "rezistența pasivă", singura posibilă: "ei se fac că ne plătesc, noi ne facem că muncim") iar tehnologia se învechește (din cauza sistemului de decizie și de control politic ultra-centralizat, inițiativa tehnologică și inovația în general sunt totdeauna în întârziere în "tabăra comunistă", iar spionajul industrial, mult mai activ decât cel politic, nu reușește să compenseze această întârziere, care crește odată cu accelerarea progreselor tehnice și a comunicațiilor în economia de piață).
Falsificarea sistematică a statisticilor nu face decât să ascundă costul din ce în ce mai ridicat al menținerii la nivel, iar sărbătorirea fastuoasă a celor 70 de ani ai lui Leonid Brejnev în 1976 nu-l împiedică pe ministrul agriculturii, Mihail Gorbaciov, să semnaleze într-un raport că grădinile individuale ale kolhoznicilor, care constituiau 4% din suprafața agricolă utilă, produceau atunci 47% din producția agricolă sovietică, ceea ce înseamnă că Uniunea producea doar 8% din potențialul său agricol. În consecință, în acei ani URSS era nevoită să importe grâu.
Istoricii de convingere comunistă, ca Nikolai Bugai, afirmă că Brejnev este liderul care a pierdut ultima ocazie de a salva comunismul, înăbușind în 1968 "primăvara de la Praga" ("Comunismul cu față umană" al lui Alexander Dubcek) și ultima ocazie de a moderniza puterea militară sovietică, invadând în decembrie 1979 Afganistanul, unde armata sovietică s-a împotmolit într-o prea costisitoare și total inutilă ocupație. Determinând agenția americană CIA să finanțeze și să antreneze, direct sau indirect, luptători islamiști împotriva invaziei sovietice, această politică a lui Leonid Brejnev este parțial la originea radicalizării unei părți crescânde dintre musulmani.
Leonid Brejnev a fost, ca durată la putere, al doilea lider sovietic după Stalin. Dintre cele trei generații de comuniști descrise de Karel Bartosek ("răzbunătorii", "profitorii" și "răsturnătorii"), el reprezintă arhetipul celei de-a "doua generații" ("cea care nu mai are nevoie să-i omoare pe toți foștii "dușmani de clasă" sau să dinamiteze toate bisericile, cea care se instalează în confortul situației de "nomenclaturist" încercând să încremenească astfel regimul, cea ai cărei copii și succesori, sătui de lozinci vane și de controale paranoice, se vor întoarce cu poftă la forme de capitalism și de naționalism puțin interesate de bunăstarea și de drepturile popoarelor").
Leonid Brejnev s-a stins din viață la 10 noiembrie 1982, lăsând amintirea unui abil negociator, dar a unui conducător stalinist, incapabil de a "pilota" modernizarea statului pe care îl guverna (rol pe care va încerca să-l asume, mult prea târziu, Mihail Gorbaciov, odată numit președinte în 1985).

## Distincții
- Ordinul „Victoria Socialismului” (17 decembrie 1981) „pentru contribuția deosebită adusă la dezvoltarea colaborării dintre Partidul Comunist Român și Partidul Comunist al Uniunii Sovietice, dintre Republica Socialistă România și Uniunea Republicilor Sovietice Socialiste, la întărirea prieteniei dintre poporul român și popoarele sovietice, la promovarea cauzei generale a socialismului, păcii și colaborării internaționale, cu prilejul împlinirii vîrstei de 75 de ani”[4]